# Cour-sur-Loire
Cour-sur-Loire ist eine französische Gemeinde mit 252 Einwohnern (Stand: 1. Januar 2022) im Département Loir-et-Cher in der Region Centre-Val de Loire; sie gehört zum Arrondissement Blois und zum Kanton La Beauce. 

## Geographie
Die Gemeinde Cour-sur-Loire liegt etwa zehn Kilometer nordöstlich von Blois. Die südöstliche Gemeindegrenze bildet die Loire. Umgeben wird Cour-sur-Loire von den Nachbargemeinden Suèvres im Norden und Osten, Montlivault im Südosten und Süden, Menars im Süden und Westen, Villerbon im Westen sowie Mulsans im Nordwesten.

## Bevölkerungsentwicklung
| Jahr                       | 1962 | 1968 | 1975 | 1982 | 1990 | 1999 | 2006 | 2013 | 2021 |
| -------------------------- | ---- | ---- | ---- | ---- | ---- | ---- | ---- | ---- | ---- |
| Einwohner                  | 238  | 240  | 279  | 293  | 289  | 307  | 286  | 284  | 246  |
| Quellen: Cassini und INSEE |      |      |      |      |      |      |      |      |      |

## Sehenswürdigkeiten
- Kirche Saint-Vincent-et-Sainte-Radegonde aus dem 16. Jahrhundert, Fassade aus dem 12. Jahrhundert
- Schloss Cour-sur-Loire, 1490 für die Familie Hurault erbaut, Umbauten bis in das 19. Jahrhundert, seit 1961 Monument historique
- zwei Lavoirs

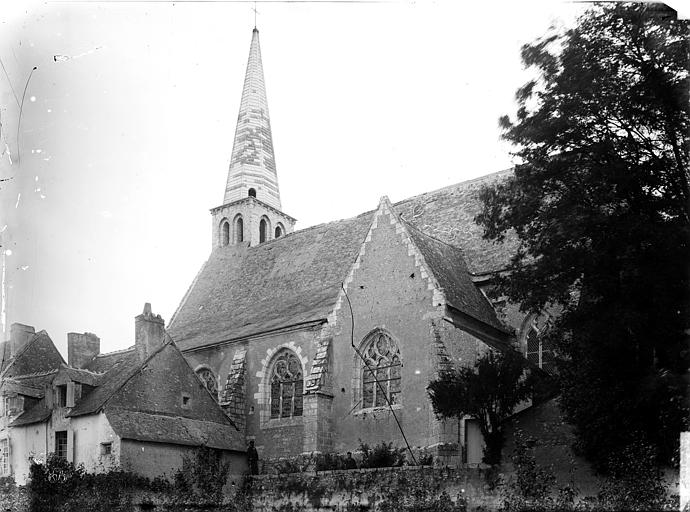
Kirche Saint-Vincent-et-Sainte-Radegonde
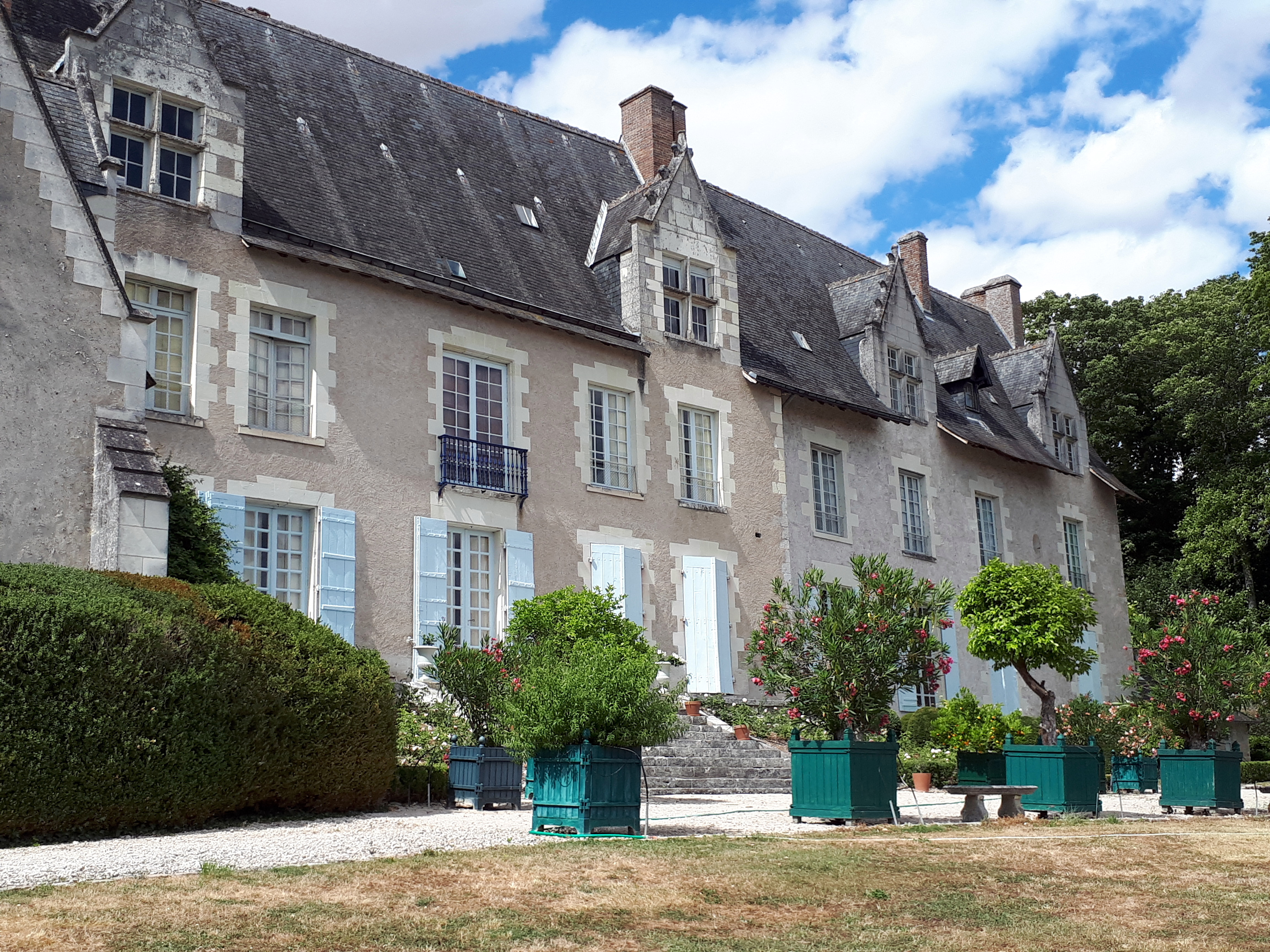
Südfassade des Schlosses
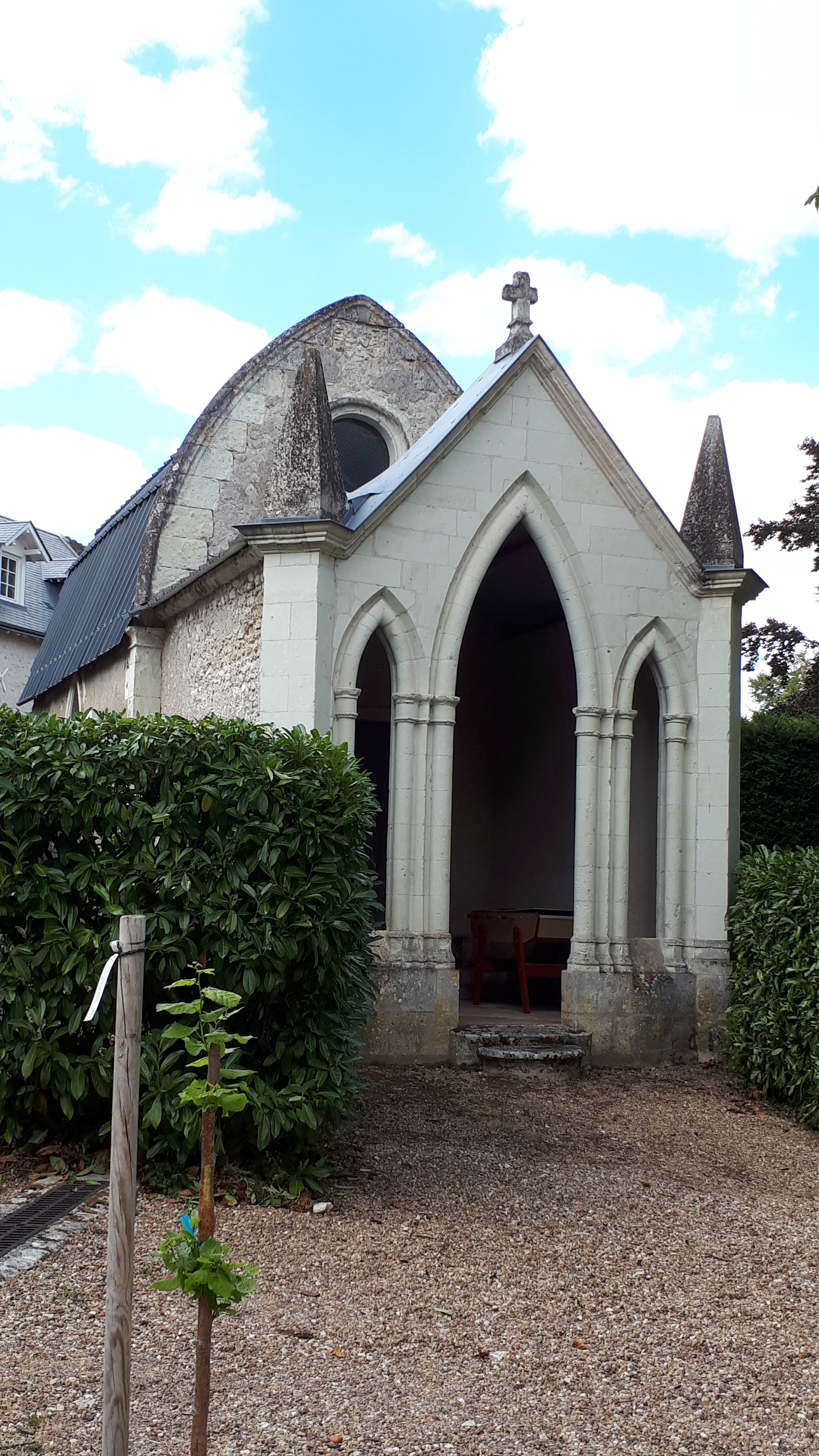
Schlosskapelle
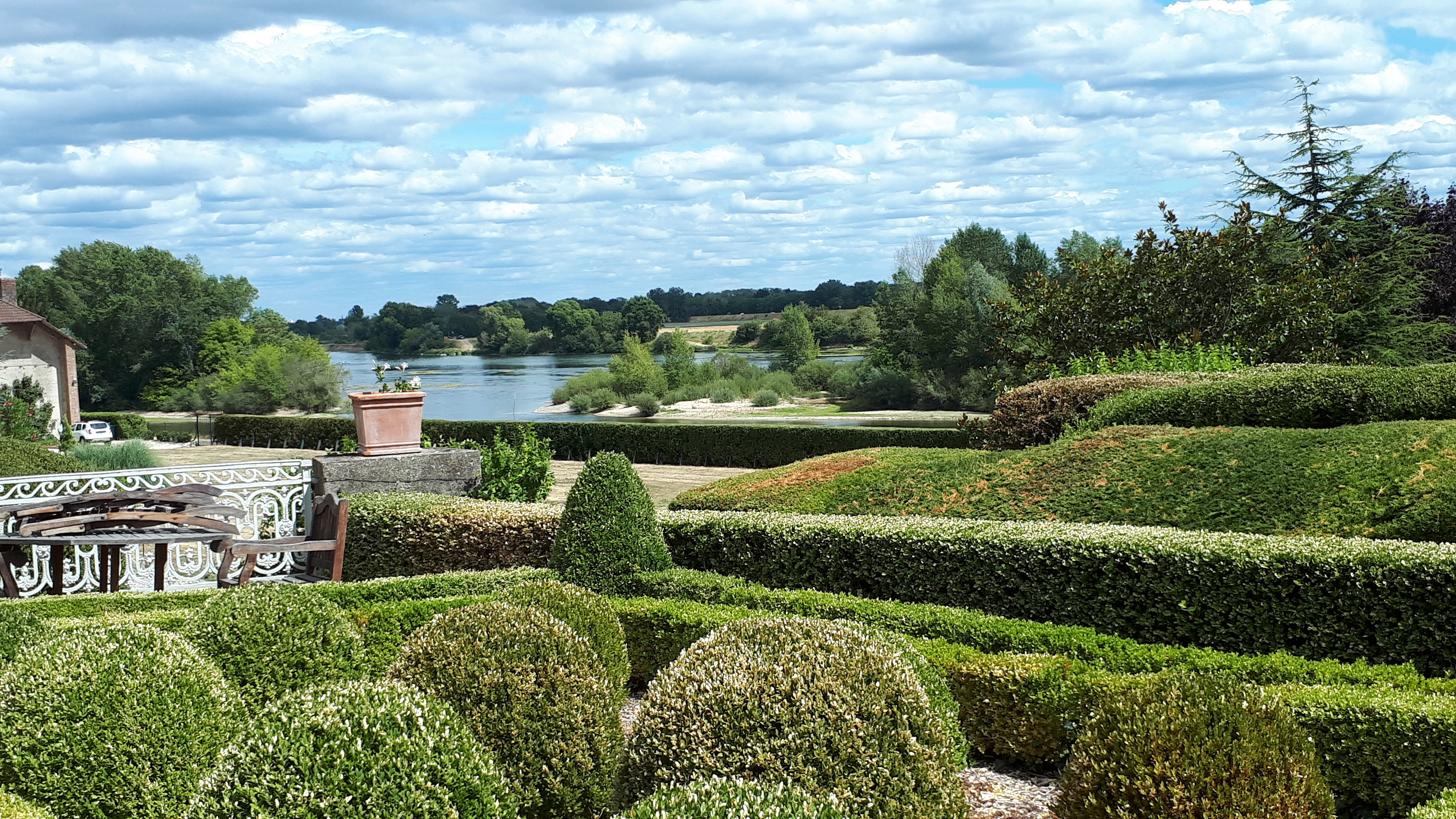
Gartenterrasse des Schlosses
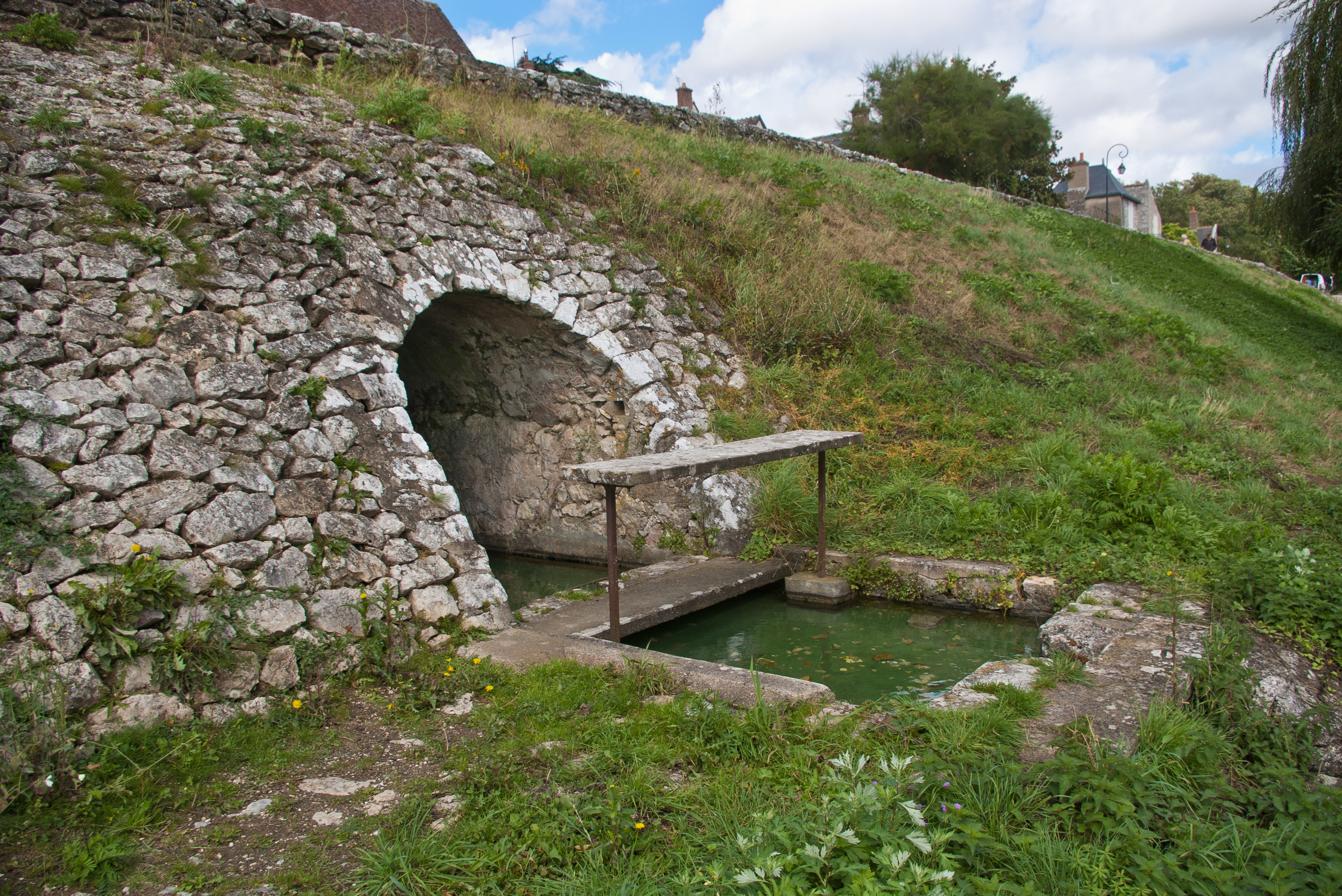
Lavoir
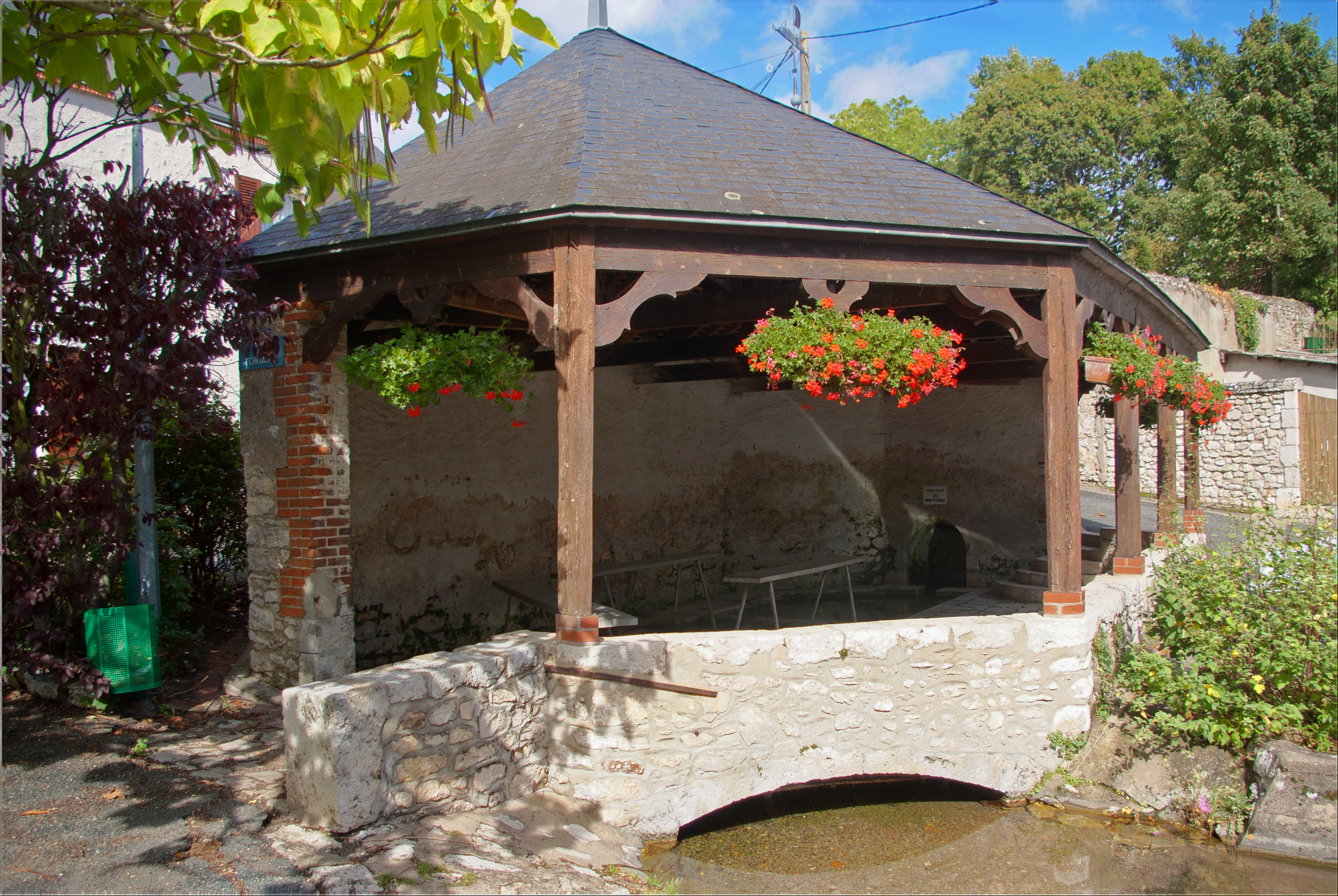
Lavoir im Ortsteil Viviers

## Persönlichkeiten
- Philippe Hurault de Cheverny (1528–1599), Kanzler Frankreichs